# Michael Holt (Snookerspieler)
Michael Holt (* 7. August 1978 in Nottingham) ist ein englischer Snookerspieler, der seit 1996 mit Unterbrechungen über 25 Saisons auf der professionellen World Snooker Tour/Snooker Main Tour spielt. In dieser Zeit gewann er unter anderem das Snooker Shoot-Out 2020 und erreichte Rang 20 der Snookerweltrangliste.

## Karriere

### Anfänge und Etablierung
Geboren in Nottingham, hat Holt eine Schwester sowie einen Bruder, der in der Rockband Spotlight Kid spielt. Als Jugendlicher nahm er 1993 an der English Amateur Championship teil und kam bis unter die letzten 32 Spieler. Drei Jahre später wurde er britischer U19-Meister und stand bei der Europameisterschaft der Herren im Achtelfinale. Auch weil damals die Profitour gegen Zahlung eines Startgeldes für alle Spieler offen stand, entschied sich Holt anschließend, die Saison 1996/97 professionell spielen zu wollen. Beim Merseyside Professional, einem Profiturnier mit Amateurbeteiligung und ohne Einfluss auf die Weltrangliste, kam Holt sogar bis ins Viertelfinale, in der WM-Qualifikation gelang ihm mit dem Einzug in die drittletzte Runde als neuer Profispieler ebenfalls ein Achtungserfolg. Trotzdem platzierte sich Holt am Ende nur auf Platz 228 der Weltrangliste. Da zeitgleich die offene Ära des Profisnookers beendet wurde und die Qualifikation für die nächste Saison an für Holt zu hohen sportlichen Qualifikationsbeschränkungen festgemacht wurde, verlor er anschließend seine Startberechtigung.
Zurück auf der Amateurebene nahm Holt zunächst an der U19-Europameisterschaft 1997 teil und erreichte dort das Endspiel, das er gegen den Iren Thomas Dowling verlor. Gleichzeitig nahm Holt an der semi-professionellen UK Tour 1997/98 teil und gehörte dort zu den führenden Spielern, mit einer Achtelfinalteilnahme im fünften Event und einer Finalniederlage im ersten Turnier. Für die nächste Spielzeit erhielt der junge Engländer schließlich wieder einen Startplatz auf der Main Tour. Mit einer Teilnahme an der Runde der letzten 32 beim China International und zwei Achtelfinalteilnahmen bei der UK Championship und den British Open gelangen ihm mehrere Achtungserfolge, die ihm Platz 74 auf der Weltrangliste einbrachten. Weitere Hauptrundenteilnahmen, darunter eine Viertelfinalteilnahme bei der UK Championship 1999 und ferner mehrere Viertelfinalteilnahmen beim Merseyside Professional, halfen Holt in den nächsten drei Saisons, sich auf der Profitour fest zu etablieren. Bis 2002 verbesserte er sich auf Rang 35 und war damit klar in jenen Plätzen der Weltrangliste zu finden, die sicher für eine direkte Qualifikation ausreichten.

### Erfolge auf der PTC
Bis 2006 konnte sich Holt weiter etablieren. Wenngleich die Anzahl der Profiturniere sank, erreichte Holt selbst immer häufiger die Hauptrunde der Turniere. Regelmäßig kam er nun auch bis ins Achtelfinale, unter anderem bei der Snookerweltmeisterschaft 2005, bei der er zum ersten Mal in seiner Karriere die WM-Hauptrunde im Crucible Theatre erreicht hatte. Beim Grand Prix 2005 gelang ihm ferner auch eine Viertelfinalteilnahme. Auf der Weltrangliste konnte er sich ab 2003 beständig in den Top 32 halten und erreichte Mitte 2006 mit Platz 21 die vorläufig beste Platzierung seiner Karriere. Auch wenn bei der Weltmeisterschaft 2007 eine weitere Hauptrundenteilnahme folgte, verschlechterten sich Holts Ergebnisse danach ein wenig; Achtelfinalteilnahmen blieben zunächst aus. Auf der Weltrangliste vorerst auf Platz 34 abgerutscht, erreichte Holt in den folgenden beiden Spielzeiten zwei weitere WM-Hauptrunden und auch zwei Achtelfinals, sodass er wieder auf Platz 24 aufstieg. Gleichzeitig stand er im Halbfinale des 6-Red Snooker International 2008 und im Finale eines Events der Pro Challenge Series 2009/10, beide Turniere hatten aber keinen Einfluss auf die Weltrangliste.
Derweil sammelte Holt bei verschiedenen europäischen Amateurturnieren zusätzliche Spielpraxis. Mehrfach konnte er bei solchen Turnieren das Finale erreichen und gewann dabei unter anderem die Fürth German Open 2006 und die Dutch Open 2007. Zuvor hatte er 2005 auch am Snooker-Wettbewerb der World Games teilgenommen, war aber im Viertelfinale ausgeschieden. Später, in den 2010er Jahren, tat sich Holt vor allem beim Pink Ribbon hervor, konnte 2010 das Charity-Event gewinnen und verlor 2011 im Endspiel. Derweil musste Holt auf der Profitour Anfang der 2010er eine deutliche Formverschlechterung hinnehmen; in der Saison 2010/11 schied er früh aus, verzeichnete sogar eine Reihe von Auftaktniederlagen. Ein wenig profitierte er von der Players Tour Championship (PTC), einer neuen Serie geringwertigerer Ranglistenturniere. Mit dem PTC-Event Prague Classic gewann er erstmals ein Profiturnier, später stand er im Viertelfinale der Grand Finals, die als einziges PTC-Turnier vollwertigen Einfluss auf die Weltrangliste hatten. Auf dieser verschlechterte er sich trotzdem auf Platz 45, seine schlechteste Platzierung zum Saisonende seit zehn Jahren. Erst mit mehreren Achtelfinals bei vollwertigen Ranglistenturnieren, einigen PTC-Viertelfinals und einem weiteren Turniersieg bei einem PTC-Event in der nächsten Saison verbesserte sich Holt wieder auf Rang 33.

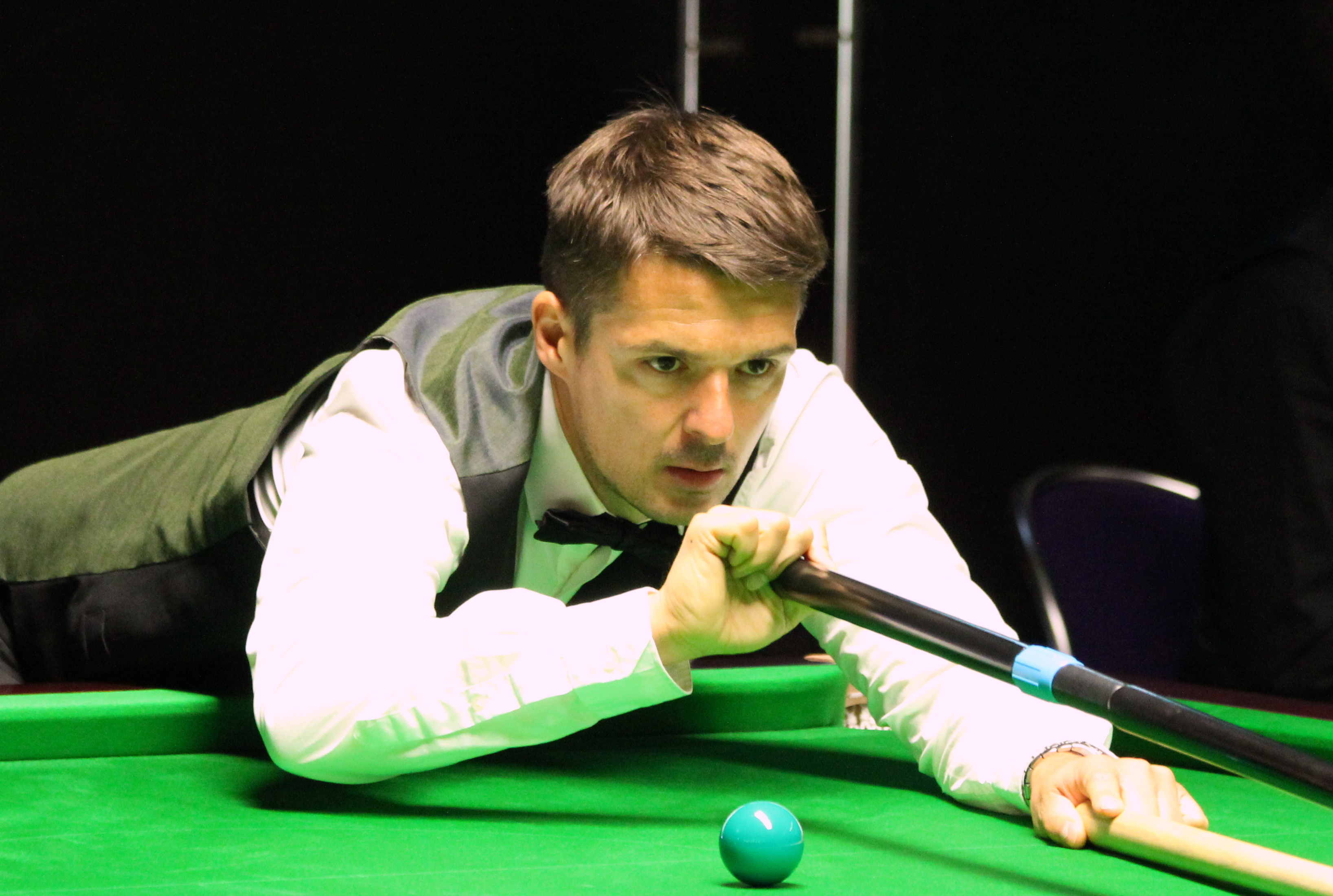
Holt beim Paul Hunter Classic 2016

In den folgenden Jahren zeigte Holt tendenziell eine unbeständige Form. Häufig schied er etwa in der Mitte eines Turnieres aus, vereinzelt musste er auch Auftaktniederlagen einstecken, oder kam in die finalen Runden. Bei vollwertigen Weltranglistenturniere gelangen ihm so beim Shanghai Masters 2013 eine Halbfinalteilnahme sowie ferner mehrere Viertelfinalteilnahmen, auf der PTC verlor er die Endspiele der Zhangjiagang Open 2013 und der Yixing Open 2014. Im ersten verlorenen Endspiel musste er sich Ju Reti geschlagen geben, der damals als erster Amateur ein PTC-Turnier gewann. Bei der Snookerweltmeisterschaft als wichtigstem Profiturnier konnte er 2013 und 2014 erneut die Hauptrunde erreichen, bevor er bei der Ausgabe 2016 ins WM-Achtelfinale einzog. Doch die Inkonsistenz seiner Ergebnisse spiegelte sich teils auch auf der Weltrangliste wider. Trotz seiner Erfolge schaffte er es nie in die Top 16, wenngleich er fast durchweg in den Top 32 geführt wurde. Zeitweise auf Platz 20 geführt, stand er Mitte 2016 immerhin noch auf Platz 29. Nach mehreren Viertelfinalteilnahmen bei vollwertigen Ranglistenturnieren und seiner ersten (wenn auch verlorenen) Finalteilnahme bei einem vollwertigen Ranglistenturnier beim Riga Masters während der nächsten Saison stand Holt nur ein Jahr später aber bereits wieder auf Rang 23.

### Große Erfolge und Verlust des Profistatus
Danach rutschte Holt aber nach und nach in ein Formtief ab. Während der Saison 2017/18 erreichte er nur ein Viertelfinale und das bei einem Turnier ohne Weltranglisteneinfluss, in der nächsten Spielzeit kam er nirgends über die Runde der letzten 32 hinaus. Nur beim Snooker Shoot-Out erreichte er überraschend das Endspiel, verlor aber sein zweites Ranglistenturnierfinale gegen Thepchaiya Un-Nooh. Mit dem Viertelfinale der World Open und mehreren Achtelfinals verlief die Saison 2019/20 schließlich wieder etwas besser. Erneut kam er zudem beim Snooker Shoot-Out ins Endspiel und konnte diesmal gegen Zhou Yuelong das erste Ranglistenturnier seiner Karriere gewinnen. Das stabilisierte auch seine Situation auf der Weltrangliste, auf der er zeitweise schon auf Platz 46 abgerutscht war, sich nun aber wieder auf Platz 30 verbesserte. Auch in der folgenden Saison verhalf ihm dieser Erfolg noch zu einer stabilen Position, während Holt aus eigener Kraft nur ein einziges Achtelfinale erreichen konnte.
Nach zwei Jahren fiel das Preisgeld des Snooker Shoot-Outs 2020 aber während der Saison 2021/22 aus der Wertung und Holt musste nun neue Erfolge vorweisen. Das gelang ihm aber nicht, vielmehr erreichte er gerade zweimal eine Runde der letzten 32. So stürzte er während nur einer Spielzeit von Platz 31 aus den sicheren Top 64 hinaus. Eine zu frühe Niederlage gegen Tom Ford in der WM-Qualifikation besiegelte Holts Aus auf der Profitour; nach 25 Saisons verlor er 2022 seinen Profistatus. Holts Verlust des Profistatus galt als große Überraschung der Saison, wenngleich auch andere, ebenfalls eigentlich besser eingestufte Spieler wie Kurt Maflin ebenso überraschend außerhalb der Top 64 landeten. Nur wenige Tage nach dem Verlust des Profistatus nahm Holt erstmals an einem Ü40-Turnier teil und erreichte das Viertelfinale der World Seniors Championship. Danach versuchte er aktiv, über die Q School seine Profikarriere doch noch zu verlängern. Nach zu frühen Niederlagen in den ersten beiden Events kam Holt im dritten und letzten Event bis ins entscheidende Spiel, unterlag dort aber Amateurspieler John Astley. Somit war endgültig klar, dass Holt 2022 wieder Amateur wurde, auch wenn er in der folgenden Spielzeit vereinzelt zu Profiturnieren eingeladen wurde. Parallel versuchte er sein Glück auch auf der WPBSA Q Tour. Ein Zubrot verdiente er sich als Snookertrainer, mit offizieller Zertifizierung durch den professionellen Weltverband.
In der Saison 2022/23 nahm Holt an diversen Amateurtournieren Teil und erreichte einmal das Achtelfinale der English Amateur Tour. Bei der Q Tour erreichte er dreimal die Runde der letzten 32 und beim Snooker Shootout gar das Viertelfinale. Bei Profitournieren schied er jedoch stets in frühen Runden aus, so auch bei der Weltmeisterschaft.[veraltet]

## Spielweise
Holt gilt als Spieler, der seine Emotionen auch während eines Spieles offen zeigt und dessen Gefühlsausbrüche mitunter seine Spielweise deutlich beeinflussen. Er selbst benannte deshalb 2007 nach einer Niederlage gegen John Higgins in der Snookerweltmeisterschaft auch die psychologische Komponente des Spiels als jenen Aspekt, an dem er persönlich noch arbeiten müsse. Vergleichsweise häufig hat Holt Konzentrationsprobleme. Gleichzeitig gilt Holt als selbstkritischer Spieler. Zu seinen spielerischen Stärken gehört seine Treffgenauigkeit; darauf bezieht sich auch sein im Snooker gebräuchlicher Spitzname The Hitman.

## Erfolge (Auswahl)
| Ausgang                                | Jahr | Turnier                                      | Finalgegner        | Ergebnis      |
| -------------------------------------- | ---- | -------------------------------------------- | ------------------ | ------------- |
| Profiturniere – Ranglistenturniere     |      |                                              |                    |               |
| Zweiter                                | 2016 | Riga Masters                                 | Neil Robertson     | 2:5           |
| Zweiter                                | 2019 | Snooker Shoot-Out                            | Thepchaiya Un-Nooh | 0:74 (Anm. 1) |
| Sieger                                 | 2020 | Snooker Shoot-Out                            | Zhou Yuelong       | 64:1 (Anm. 1) |
| Profiturniere – Minor-ranking-Turniere |      |                                              |                    |               |
| Sieger                                 | 2010 | Prague Classic                               | John Higgins       | 4:3           |
| Sieger                                 | 2011 | Players Tour Championship 2011/12 – Event 10 | Dominic Dale       | 4:2           |
| Zweiter                                | 2013 | Zhangjiagang Open                            | Ju Reti            | 1:4           |
| Zweiter                                | 2014 | Yixing Open                                  | Ding Junhui        | 2:4           |
| Profiturniere – Non-ranking-Turniere   |      |                                              |                    |               |
| Zweiter                                | 2010 | Pro Challenge Series – Event 5               | Barry Hawkins      | 1:5           |
| Amateurturniere                        |      |                                              |                    |               |
| Zweiter                                | 1997 | EBSA-U19-Snookereuropameisterschaft          | Thomas Dowling     | 3:6           |
| Zweiter                                | 1997 | UK Tour 1997/98 – Event 1                    | Paul McPhillips    | 5:6           |
| Zweiter                                | 2005 | Fürth German Open                            | Mark King          | 2:4           |
| Zweiter                                | 2005 | Dutch Open                                   | Björn Haneveer     | 1:6           |
| Zweiter                                | 2006 | Pontins Pro/Am 2005/06 – Event 3             | Judd Trump         | 1:4           |
| Sieger                                 | 2006 | Fürth German Open                            | Barry Hawkins      | 4:2           |
| Sieger                                 | 2007 | Dutch Open                                   | Barry Pinches      | 6:4           |
| Sieger                                 | 2010 | Pink Ribbon                                  | Jimmy White        | 6:5           |
| Zweiter                                | 2011 | Pink Ribbon                                  | Mark Joyce         | 0:4           |
| Zweiter                                | 2022 | Q School – Event 3                           | John Astley        | 2:4           |
| Sieger                                 | 2023 | WPBSA Q Tour 2023/24 – Event 2               | Liam Davies        | 5:2           |